# Absyrtus (dierenarts)
Absyrtus was een Grieks paardenarts (hippiater) die leefde van 300 tot 360. Hij was afkomstig uit Proussa of Nicomedia.
Hij diende in het Oost-Romeinse leger van Constantijn de Grote en schreef verhandelingen op zijn vakgebied. Zijn twee boeken zijn niet bewaard gebleven, maar deze werken zijn wel veel geciteerd door latere auteurs. Ook waren ze de belangrijkste bronnen voor het 6e-eeuwse medische geschrift Hippiatrica.
Naar Absyrtus was het Veterinair Studenten Corps Absyrtus (1865-1925) genoemd. 